# 北村久寿雄

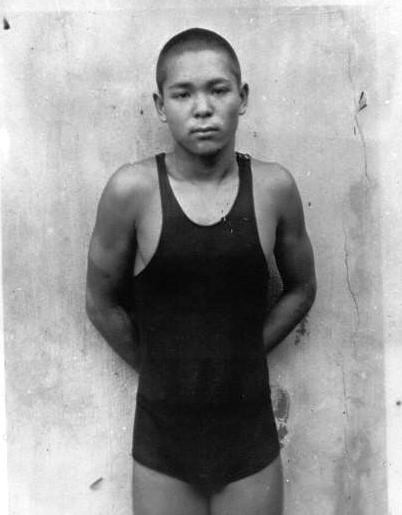
1932年

北村 久寿雄（きたむら くすお、1917年（大正6年）10月9日 - 1996年（平成8年）6月6日）は、日本の競泳選手、労働省官僚。1932年ロサンゼルスオリンピックの1500m自由形金メダリスト。1952年ヘルシンキオリンピック競泳日本代表の北村康雄は実弟。

## 来歴・人物
出身地は高知市菜園場町（はりまや橋の東）。指導にあたったのは溝渕治助だった。練習には板垣退助や坂本龍馬も泳いだという鏡川を流れに逆らって泳ぐ方法を採用した。
1932年（昭和7年）、旧制高知市立高知商業学校3年生のときに開催された第10回のロサンゼルスオリンピックの水泳1500m自由形でそれまでのオリンピック記録を40秒近く縮める19分12秒4のタイムでわずか14歳290日で金メダルを獲得、これは1988年ソウルオリンピックでハンガリーのクリスティーナ・エゲルセギ（当時14歳1か月9日）に破られるまで競泳世界最年少金メダリストであった。
オリンピック後、1年間浪人して旧制第三高等学校に進学する。ここで競泳からは退いた。
1936年には、優勝を記念して高知県初の50mとなる高知市営プールが建設された。プールそのものは高知市総合体育館への建て替えにより現存しないが、総合体育館建設以前に存在していた高知市営体育館には北村久寿雄の足跡（資料）が展示されていた。
1941年に東京帝国大学法学部政治学科を卒業し、三井物産に入社後、労働省に入省。太平洋戦争では陸軍中尉としてビルマ戦線に従軍し、シッタン川渡河作戦における河川の地形偵察や将兵に対する水泳指導に活躍した。
軍隊から復員した後は公労委事務局長、国際労働機関（ILO）日本政府代表部一等書記官などを務めた。また第3回アジア競技大会競泳日本代表監督や日本水泳連盟常務理事も歴任している。
1984年当時は住友セメント顧問を務め、同年に発足したマスターズ水泳協会の初代会長にも就任した。